# Championnat du Zimbabwe de football 1994
Navigation
Saison précédente Saison suivante
La saison 1994 du Championnat du Zimbabwe de football est la trente-troisième édition de la première division professionnelle au Zimbabwe à poule unique, la National Premier Soccer League. Seize clubs prennent part au championnat qui prend la forme d'une poule unique où toutes les équipes se rencontrent deux fois au cours de la saison. En fin de saison, les deux derniers du classement sont relégués et remplacés par les deux meilleurs clubs de Division II, la deuxième division zimbabwéenne.
C'est le club des Dynamos FC Harare qui termine en tête du classement final, avec onze points d'avance sur le tenant du titre, les Highlanders FC et douze sur Mhangura FC. C'est le 15e titre de champion du Zimbabwe de l'histoire du club.

## Les clubs participants
| - Black Aces FC - Blackpool FC Harare - Promu de Division II - CAPS United - Black Mambas FC - Darryn T FC - Wankie FC - Highlanders FC - Dynamos FC Harare | - Eiffel Flats FC - Fire Batteries FC - Chapungu United FC - Zimbabwe Saints - Black Rhinos - Mhangura FC - Tanganda Murate - Rufaro Rovers FC - Promu de Division II |

## Compétition
Le barème de points servant à établir le classement se décompose ainsi :
- Victoire : 3 points
- Match nul : 1 point
- Défaite : 0 point

### Classement
| Rang | Équipe                  | Pts | J  | G  | N  | P  | Bp | Bc | Diff |
| ---- | ----------------------- | --- | -- | -- | -- | -- | -- | -- | ---- |
| 1    | Dynamos FC Harare       | 62  | 30 | 19 | 5  | 6  | 66 | 30 | +36  |
| 2    | Highlanders FCT         | 51  | 30 | 16 | 3  | 11 | 37 | 27 | +10  |
| 3    | Mhangura FC             | 50  | 30 | 14 | 8  | 8  | 46 | 45 | +1   |
| 4    | Black Aces FC           | 49  | 30 | 13 | 10 | 7  | 52 | 28 | +24  |
| 5    | CAPS United             | 49  | 30 | 14 | 7  | 9  | 46 | 37 | +9   |
| 6    | Black Rhinos            | 48  | 30 | 14 | 6  | 10 | 46 | 35 | +11  |
| 7    | Blackpool FC Harare'P'C | 47  | 30 | 13 | 8  | 9  | 43 | 36 | +7   |
| 8    | Chapungu United FC      | 45  | 30 | 11 | 12 | 7  | 46 | 32 | +14  |
| 9    | Zimbabwe Saints         | 44  | 30 | 12 | 8  | 10 | 42 | 39 | +3   |
| 10   | Tanganda Murate         | 44  | 30 | 12 | 8  | 10 | 35 | 35 | 0    |
| 11   | Wankie FC               | 37  | 30 | 10 | 7  | 13 | 36 | 41 | -5   |
| 12   | Darryn T FC exclu       | 30  | 30 | 8  | 6  | 16 | 29 | 34 | -5   |
| 13   | Tongogara               | 30  | 30 | 9  | 3  | 18 | 38 | 54 | -16  |
| 14   | Rufaro Rovers FCP       | 28  | 30 | 8  | 4  | 18 | 30 | 51 | -21  |
| 15   | Eiffel Flats FC         | 25  | 30 | 5  | 10 | 15 | 29 | 49 | -20  |
| 16   | Fire Batteries FC       | 24  | 30 | 4  | 12 | 14 | 27 | 50 | -23  |

|  | Qualification pour la Coupe des clubs champions 1995                                |
|  | Qualification pour la Coupe des Coupes 1995                                         |
|  | Relégation en deuxième division                                                     |
|  | T : Tenant du titre C : Vainqueur de la Coupe du Zimbabwe P : Promu de Division Two |

- Le club de Darryn T FC est exclu du championnat en fin de saison.

## Bilan de la saison
| Championnat du Zimbabwe de football 1994 |                               |
| Champion                                 | Dynamos FC Harare (15e titre) |
| Coupes et trophées                       |                               |
| Vainqueur de la Coupe du Zimbabwe 1994   | Blackpool FC Harare           |
| Qualifications continentales             |                               |
| Coupe des clubs champions 1995           | Dynamos FC Harare             |
| Coupe des Coupes 1995                    | Blackpool FC Harare           |
| Coupe de la CAF 1995                     | Aucun                         |
| Promotions et relégations                |                               |
| Promus en National Premier Soccer League | Lancashire Steel FC           |
| Promus en National Premier Soccer League | Garin Tigers FC               |
| Relégués en Division One                 | Fire Batteries FC             |
| Relégués en Division One                 | Darryn T FC (exclu)           |